# Superbus (bus)

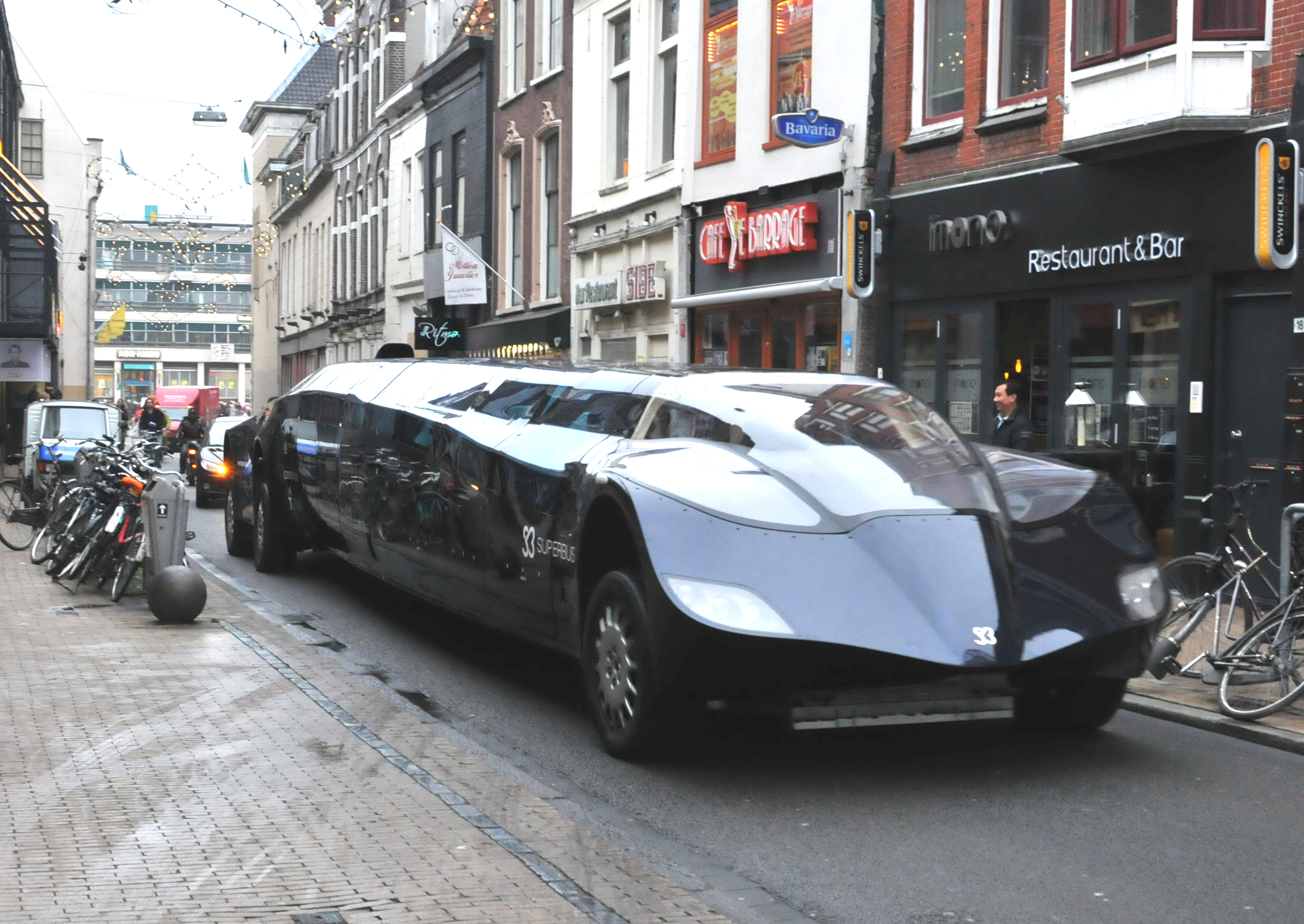
Superbus (foto 2011) in de Gelkingestraat te Groningen

De superbus is een concept van Wubbo Ockels voor een autobus die tussen de 150 en 250 km∕h zou moeten kunnen rijden. Een team verbonden aan de TU Delft heeft een prototype ontwikkeld en er zijn testritten gemaakt. Het bestuur van de Technische Universiteit Delft investeerde 350.000 euro in het project en de Minister van Verkeer en Waterstaat trok zeven miljoen euro uit voor de fabricage van een proefmodel.
Volgens planning moet de superbus een elektrisch voortbewogen voertuig voor 20 à 30 passagiers worden, die buiten de steden op een betonnen geleidingsbaan rijdt en daar een topsnelheid van 250 km∕h kan bereiken. Deze 'superbanen' zullen geothermisch verwarmd worden in de winter zodat ze ijs- en sneeuwvrij blijven. In de stad zal de superbus zich als een gewone bus gedragen.
De superbus bestaat uit meerdere compartimenten die elk via hun eigen deur benaderbaar zijn. Misschien worden de verschillende compartimenten verschillend ingericht. De geplande vervoerscapaciteit van de superbusbaan is ondanks het relatief kleine aantal zitplaatsen toch vrij groot, doordat de bussen op korte afstand van elkaar zouden komen te rijden, ondanks de hoge maximumsnelheid. Voorgesteld is om de volgtijd te beperken tot 6 seconden.
Een prototype van de Superbus had volgens de planning tijdens de Olympische Zomerspelen 2008 in Peking gepresenteerd moeten worden aan de wereld, maar dit doel is niet gehaald. Een werkend prototype heeft op 17 september 2010 de eerste testritten gemaakt op een terrein van Rijkswaterstaat en werd aan het grote publiek getoond op de transportbeurs in Hannover. Volgens planning zou de bus in 2015 operationeel moeten zijn. De Superbus is geschikt bevonden om op de weg te rijden. Minister van Infrastructuur en Milieu Melanie Schultz van Haegen (VVD) overhandigde het kenteken BZ-XG-15 op dinsdag 15 mei 2012 aan de hoogleraar duurzame technologie aan de TU Delft, Wubbo Ockels. Sindsdien is de superbus niet meer in het nieuws geweest. Het kenteken is opgeheven. De superbus heeft daarna achtereenvolgens in een opslagplaats van de TU Delft en in Transportmuseum Lelystad gestaan. In december 2020 is de superbus overgebracht naar het Nederlands Transport Museum in Nieuw-Vennep. Door het sluiten van het Nederlands Transport Museum is de superbus overgenomen door het Nationaal Bus Museum te Hoogezand.

## Superbus als alternatief voor de Zuiderzeelijn
In de planstudie naar de Zuiderzeelijn is de superbus te elfder ure meegenomen als alternatief, naast een conventionele railverbinding en een magneetzweefbaan. Het voorgestelde traject van de superbus lag tussen Amsterdam, Lelystad en Groningen. De superbus was - behalve een alternatief voor het Zuiderzeelijntraject - misschien ook in te zetten tussen Groningen, Heerenveen en Leeuwarden. Een belangrijke beperking voor de inzet op langere afstanden is echter wel het ontbreken van een toilet in de bus. Ook kunnen met de bus vooralsnog geen personen in een rolstoel vervoerd worden.

## Kritiek
Naast lovende woorden omtrent het idee is er ook kritiek op de plannen over de superbus (in de wandelgangen gekscherend ook wel superlatievenbus of batmobiel genoemd), zowel vanuit de universiteit zelf als vanuit externe wetenschappers. Zo verscheen er halverwege 2006 een kritische verhandeling van de hand van vervoersdeskundige prof. dr. Ingo Hansen, die van mening was dat de superbus wat betreft techniek en inpassing in het wegennet onhaalbare kaart is. Een van de punten van kritiek is de volgtijd van slechts 6 seconden, hetgeen zou betekenen dat het veiligheidsprincipe zou worden losgelaten dat de netto volgafstand tussen vervoermiddelen als bussen, trams en treinen altijd groter zou moeten zijn dan de remweg in ongunstige omstandigheden.
Verschillende critici vreesden dat Ockels de reputatie van de universiteit zou kunnen schaden, wanneer de superbus uiteindelijk niet het wondervervoermiddel zou blijken te zijn dat aanvankelijk beloofd werd. De universiteit zou zich volgens sommigen niet bezig moeten houden met prestigieuze, commerciële einddoelen die misschien niet eens haalbaar zijn, maar zich moeten beperken tot onderzoeksvragen, zoals hoe hard zo'n bus eigenlijk zal kunnen rijden en hoe dit zich verhoudt tot de veiligheidsnormen.
Ook hoogleraar numerieke mechanica René de Borst uitte kritiek op het superbus-project. Met name het feit dat de discussie omtrent mediagenieke projecten aan de TU Delft niet meer in alle openheid plaats lijkt te kunnen vinden viel hem zwaar. Overigens stelde Jacob Fokkema, destijds rector magnificus van de TU Delft, dat de discussie over de superbus wel in volledige openheid is gevoerd.